# Windows Forms
Windows Forms是微软的.NET開發框架的圖形用戶介面的一部分，該組件透過將現有的Windows API（Win32 API）封裝为托管代碼提供了對Windows本地（native）组件的訪問方式。雖然該組件看起來是為先前較複雜的基於C++的微軟基礎類庫（Microsoft Foundation Classes，MFC）的替代品，但是它沒有提供與Model View Controller "Document/View"架構相應的特色。"Document/View"架構已經被「MDI（多文檔介面）」所取代。
該實現位於.NET框架的System.Windows.Forms命名空間，並且它試着糾正自己在Windows XP背景之下扮演的角色。然而，許多有關於標籤表格與控制單元置於標籤表格上的支援性的顯著問題懸而待決。
許多非微軟官方實現的.NET框架，如Mono開發平台，提供了Windows Forms的實現。
微软在.Net 3.0中发行了支持视频加速的Windows Presentation Foundation（简称WPF）作为Windows Forms的替代版本，但是WPF不能完全取代Windows Forms，很多时候仍需要和Windows Forms互操作。

## Hello World範例
下面是使用Windows Forms的一個簡單程式，由C#语言编写。
```
using
 
System.Windows.Forms
;

public
 
class
 
HelloWorld

{

    
public
 
static
 
void
 
Main
()
 

   
{

       
MessageBox
.
Show
(
"Hello world!"
);

   
}

}

```